# 文立縉
文立缙（？—1621年），號無技，廣西桂林府全州軍籍，江西吉安府庐陵县人，明朝政治人物。

## 生平
万历二十五年（1597年）丁酉科廣西乡试第二十五名举人，二十九年（1601年）辛丑科進士，都察院觀政，授建安县知县，三十年任上杭知縣，三十六年擢兵部主事，改吏部稽勲司主事，升考功司员外郎，三十八年升验封司郎中，养病。三十九年升任廣東右參政，四十年丁憂，四十三年起補湖廣左參政，四十七年二月官至四川川南道按察使，天啓元年卒。

## 家族
曾祖文均曙，祖文有道，父文希仕。弟文立经，万历十六年舉人，官黄冈教諭。文立綸，三十一年举人，和曲知州。文立绪，三十一年舉人，盐运同知。